# Allt om Mat
Allt om Mat er et svensk tidsskrift, der omhandler mad og drikke. Det er udkommet siden 5. oktober 1970 og udgives af Bonnier Tidsskrifter. Der udkommer 18 numre om året, i 2013 i et oplag på 85.100.
Tidsskriftet er blandt andet kendt for siden 1986 at udgive den årlige pris "Gyllene Gaffeln". Det var i Allt om Mat, at den oprindelige opskrift på retten Flyvende Jacob første gang blev offentliggjort (nr. 13, 1976).